# Березнеговатое (посёлок, Николаевская область)
Березнеговатое (укр. Березнегувате) — посёлок в Березнеговатском районе Николаевской области Украины.
Основано в 1957 году. Население по переписи 2001 года составляло 325 человек. Почтовый индекс — 56200. Телефонный код — 5168. Занимает площадь 0,134 км².

## Местный совет
56243, Николаевская обл., Березнеговатский р-н, с. Мураховка, ул. Ленина, 30